# Tratado de Trento (1501)
El tratado de Trento de 1501 fue un acuerdo de paz firmado por el rey de Francia Luis XII y el Rey de Romanos Maximiliano I de Habsburgo tras la guerra italiana de 1499 - 1501, en la que el primero había tomado por la vía militar el ducado de Milán, bajo la protección de Maximiliano. El principal punto de discusión fue la investidura de Luis XII como duque de Milán, que finalmente se retrasaría hasta 1505. 

## Contexto
En 1499 Luis XII de Francia, basándose en los derechos que por su ascendencia genealógica tenía sobre el ducado de Milán, formó una alianza con la república de Venecia y con el papa Alejandro VI y su hijo César Borgia para tomar militarmente el ducado. El duque de Milán Ludovico Sforza y su hermano el cardenal Ascanio fueron derrotados y apresados en abril de 1500, y Milán quedó en posesión francesa.
Maximiliano I de Habsburgo estaba casado con la sobrina de Ludovico, al que en 1495 había investido como duque de Milán. En las fechas en que tuvo lugar la ocupación francesa de Milán, Maximiliano no pudo asistir a Ludovico, dado que sus tropas se encontraban ocupadas en la Guerra Suaba contra Suiza. Terminada ésta, Maximiliano convocó una dieta imperial incitando a los príncipes electores del imperio a marchar contra Francia, en respuesta a la usurpación de Milán, a la prisión de los Sforza y a las amenazas que la liga franco-veneciana suponía para Austria. Pero éstos aconsejando calma, enviaron una delegación diplomática a Blois. El 13 de diciembre de 1500 en Blois se ajustó una tregua por seis meses, que Maximiliano en principio se negó a ratificar.
El duque de Borgoña Felipe I de Castilla, hijo de Maximiliano y francófilo entusiasta, intermedió entre su padre y Luis XII consiguiendo que Maximiliano aceptase la tregua en abril de 1501. En agosto Felipe y Luis pactaron el tratado de Lyon, en el que se concertaba la unión entre las casas de Francia y Austria con la boda de la hija de Luis XII, Claudia de Francia y el hijo de Felipe, Carlos, ambos de un año de edad.

## Tratado de Trento
El tratado fue ajustado entre el 3 y el 13 de octubre de 1501 en Trento por el cardenal Georges d'Amboise, enviado por Luis XII. Según los términos del acuerdo:
- Maximiliano accedía a investir a Luis XII como duque de Milán a cambio de que éste le rindiese homenaje.
- Se ratificaba la boda concertada en el tratado de Lyon de 1501.
- Ambos firmantes establecerían una alianza contra los turcos del Imperio otomano y contra la república de Venecia.
- Ambos se comprometían a oficiar a favor de una reforma de la iglesia; el cardenal d'Amboise tenía en este punto aspiraciones a sustituir como papa a Alejandro VI.
- Ascanio Sforza sería liberado, y su hermano el duque Ludovico sería puesto en condiciones aceptables de prisión, con un espacio de cinco leguas a la redonda.

## Aplicación
El hecho de que Luis XII debiera rendir vasallaje a Maximiliano no fue del agrado del francés. Este punto dilataría la aplicación efectiva del acuerdo hasta 1505, fecha en que Luis XII fue investido duque de Milán.